# Gênio (mitologia romana)

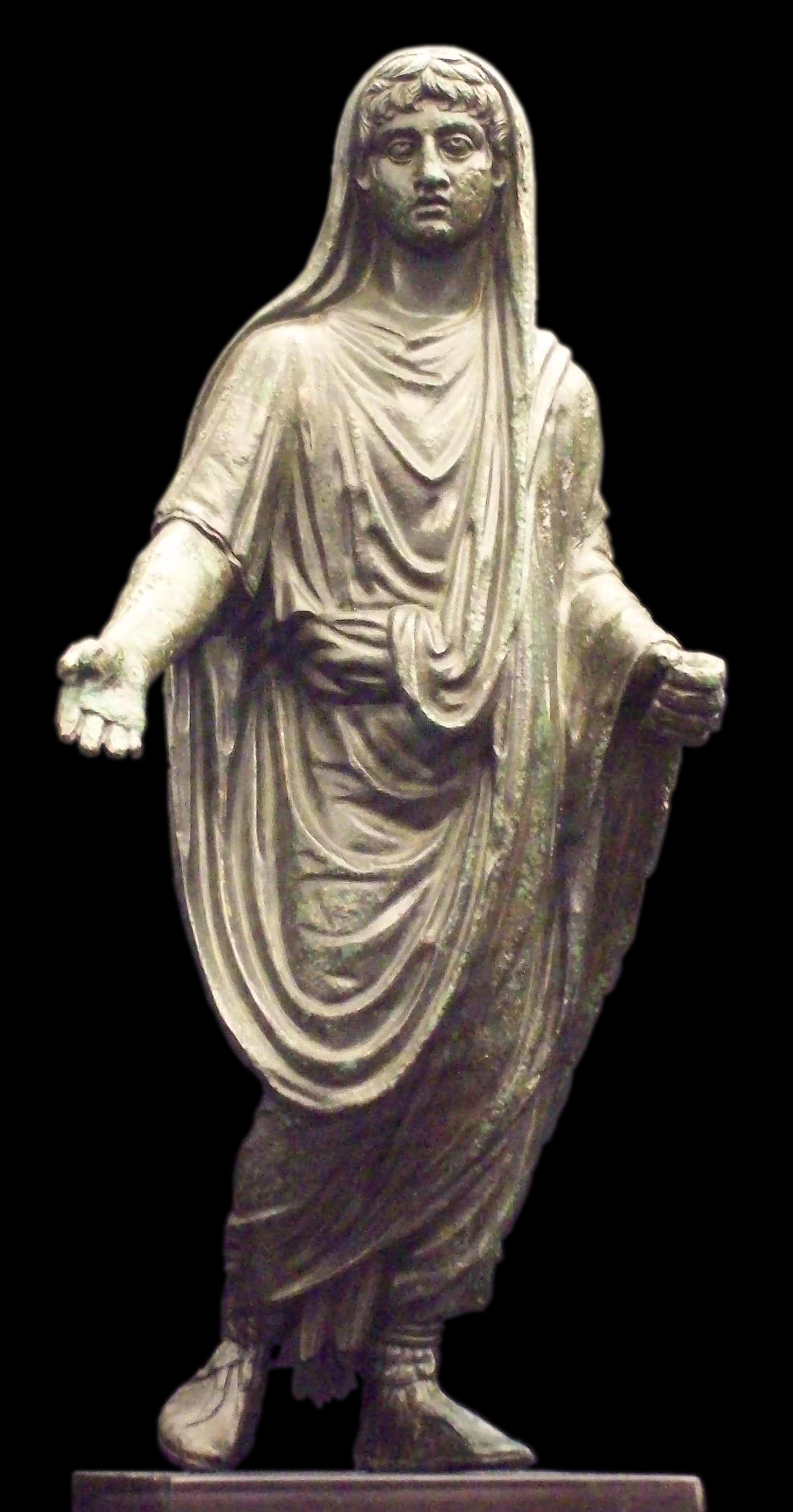
Gênio de bronze do século I (Museu Arqueológico de Espanha, Madrid)

Na mitologia romana, cada homem tinha um gênio (português brasileiro) ou génio (português europeu) e cada mulher uma juno (que também era o nome da rainha dos deuses).
Originalmente, o gênio/juno eram ancestrais que zelavam por seus descendentes. Com o passar do tempo, eles se transformaram em espíritos guardiães pessoais, concedendo intelecto e grande talento. Sacrifícios eram feitos para o gênio/juno de cada pessoa, na data do aniversário dela.
A juno era venerada sob muitos títulos:
- Iugalis - protegia o matrimônio
- Matronalis - protegia as mulheres casadas
- Pronuba - protegia as noivas
- Virginalis - protegia a virgindade

Em acréscimo a cada gênio/juno individual, regiões, famílias, domésticos e cidades tinham gênios. O gênio do povo romano era um jovem alado, nu. Os genii dedicados a lugares eram usualmente representados como serpentes.